# Карогодин, Юрий Николаевич
Ю́рий Николаевич Карогодин (род. 14 марта 1935, Харьков) — советский и российский геолог, доктор геолого-минералогических наук, профессор. Лауреат Государственной премии Российской Федерации (1998).

## Биография
Родился 14 марта 1935 года в городе Харькове, УССР.
Окончил геологический факультет Саратовского государственного университета в 1958 году.
В 1958—1967 годах — геолог, начальник тематической партии в экспедициях Тюменского территориального управления.
Кандидат геолого-минералогических наук — 1965, диссертация «Геологическое строение и перспективы нефтегазоносности севера Западно-Сибирской низменности».
В 1967—1971 годах — руководитель сектора закономерностей размещения и условий формирования залежей нефти и газа Сибирского научно-исследовательского института геологии, геофизики и минерального сырья.
Доктор геолого-минералогических наук — 1972, диссертация «Ритмичность осадконакопления и закономерности размещения залежей нефти и газа
в Западной Сибири».
С 1975 года — старший научный сотрудник, а с 1976 года — заведующий лабораторией геологии нефти и газа Института геологии и геофизики СО АН СССР (ИГиГ СО АН СССР).
С 1980 года — преподаватель, с 1989 года — профессор кафедры месторождений полезных ископаемых Новосибирского государственного университета.
Президент Научно-исследовательского эколого-литмологического центра с 1992 года.
Внес крупный вклад в изучение геологии нефтегазоносности Западной и Восточной Сибири, некоторых районов Средней Азии, в разработку теоретических и методологических проблем геологии нефти и газа. Особое внимание ученого всегда привлекали проблемы прогноза и поисков гигантских скоплений углеводородов. Он первым теоретически обосновал открытие нефтяного гиганта — Талинского месторождения в русловых песчаниках нижней юры на западном склоне Красноленинского свода, участвовал в обосновании нефтяных гигантов на Непско-Ботуобинской антеклизе в Восточной Сибири.
Развивает идеи цикличности осадконакопления, основав новое научное направление в геологии — литмология. В течение нескольких десятилетий активно разрабатывает проблему повторяемости, цикличности осадочного процесса, изучает влияние этой цикличности на нефтегазоносность. Вместе с А. Трофимуком заложил основы системно-литмологического подхода к изучению осадочных бассейнов, создал терминологическую базу этого нового научного направления.

## Награды, премии и звания
- 1997 — Соросовский профессор
- 1998 — Государственная премия РФ, за вклад в прогноз, разведку и разработку газовых месторождений Крайнего Севера Западной Сибири
- 2000 — Почетный разведчик недр[4].

## Членство в организациях
- Член-корреспондент РАЕН (1995), академик РАЕН (2000).
- Научный совет РАН по проблемам геологии и разработки месторождений нефти и газа.
- Американская ассоциация геологов-нефтяников.